# Utamish Khan
Utamish Khan Ütämeşgäräy, Ötemiş Giray, Utyamysh, Ötemish Giray o Utemish Khan (1546-1556) fou Kan de Kazan del 1549 al 1551 sota regència de la seva mare Suyunbeka.
Safa Giray quan va morir tenia dos fills a Crimea, Bulak i Mubarak, que havien estat empresonats pel seu oncle Sahib I Giray; de les seves diverses esposes, una fou enviada a Sibèria amb el seu pare, una altra a Astracan, i una tercera amb el seu germà el beg Shirin a Crimea; la quarta esposa, la filla d'un príncep rus presoner dels tàtars, va morir després a Kazan. L'esposa preferida era Suyunbeka, la filla de cap nogai Yusuf, amb la que havia tingut un fill, Utamish Girai, que els notables van posar al tron; al mateix temps van demanar ajut al kan de Crimea demanant l'enviament d'un fill per defensar el país. Sahib I Giray va consultar al seu sobirà, el sultà otomà, que va designar a un príncep que vivia a Istanbul, de nom Devlet Giray, que era fill de Mubarak i, per tant, net de Safa Giray. Però la designació no va satisfer a Sahib I Giray que va decidir matar-lo pel camí (el que va fracassar i va suposar la presa el por per Devlet I Giray a Crimea al lloc de Sihab I Giray el 1551).
Ivan el Terrible va considerar que la situació a Kazan estava madura per desfer-se d'un veí complicat. Va enviar un exèrcit que es va concentrar a Súzdal amb l'avantguarda a Múrom i la rereguarda a Yurief. L'ala dreta es va establir a Kostromà i l'esquerra a Yaroslav. Ivan va sortir de Moscou el 24 de novembre de 1549 i es va dirigir a Vladímir. Es va incorporar a l'exèrcit el príncep d'Astracan Yadigar, i el kan de Kassímov, Xah Ali que Ivan volia posar al tron i casar-lo amb Suyunbeka, la filla de Yusuf Nogai i vídua de Safa Giray. El 14 de febrer de 1550 eren davant de Kazan i les forces d'Ivan van acampar al llac Kaban mentre les de Xah Ali ho feien i a la plana d'Arsk, Yadigar es dirigia al riu Sani a l'altre costat de la ciutat i algunes divisions d'artilleria es col·locaven a la boca del riu Bulak i al llac Paganovo. L'exèrcit rus el formaven 60.000 homes.
Es va començar el bombardeig que fou força efectiu contra les muralles de fusta, i es va ordenar un assalt general, que inesperadament fou rebutjat morint entre altres un príncep rus i el crimeà Chelbak. El desgel es va anticipar i els camins van quedar impracticables i per por de la fam el tsar va ordenar la retirada que es va fer amb moltes dificultats. A 20 km de Kazan a la boca del riu Sviaga, al lloc anomenat Muntanya Rodona que tenia una gran vista, el tsar va quedar impressionat i va decidir fundar una ciutat; molts van criticar la mesura i van acusar al voivoda Belski (mort aquell mateix 1550) de ser l'inspirador, subornat pels tàtars. Els tàtars estaven atacant als russos en retirada i les fronteres de Rússia però finalment van demanar la pau i Yusuf Nogai va donar suport a la petició, i fou acordada. Ivan va encarregar a Xah Ali amb 500 o 600 homes de fundar la ciutat a la boca del Sviaga.
En poc temps es va aixecar la ciutat de Sviask. Els xeremisses, els txuvatxos i els morduins es van sotmetre a Rússia, que van fer el jurament de fidelitat a Moscou i van rebre exempció de tribut de tres anys. Van rebre l'orde de marxar contra Kazan i van vacil·lar però van obeir i van lluitar contra els tàtars a la planat d'Arsk (meitat del 1551) però es van haver de retirar. La guarnició de Kazan tenia 30.000 homes però hi havia gran confusió a l'estat amb elements conspirant a favor de Xah Ali; els russos van impedir els subministraments a la ciutat ocupant el territori entre la boca del Sura i el riu Kama i el Viatka. Suyunbeka actuava de regent del seu fill i va ordenar posar la ciutat en estat de defensa, però no era ben vista perquè tenia massa amistat amb Kochak, un ughlan de Crimea detestat pel poble; els notables es volien sotmetre a Ivan però els tàtars de Crimea s'hi oposaven i Kochak defensava aquesta posició esperant ajut de Crimea, Astracan i els nogais, i confiava a casar-se amb Suyunbeka (i després matar el fill i assolir el tron).
Una revolta popular va esclatar a Kazan i els 300 principals caps dels tàtars de Crimea van haver de fugir; van ser interceptats pels russos i molts van morir. Kochak amb 45 partidaris, fou capturat pels russos, enviat a Moscou i executat. Els notables que van prendre el poder van fer propostes de pau a Rússia i van demanar nomenar kan a Xah Ali, comprometent també la llibertat de tots els presoners russos i entregar a la regent Suyunbeka i al seu fill el kan Utamish. Ivan va acceptar i va enviar al boiar Adashev amb un contingent important per restaurar a Xah Ali i implementar els termes del tractat; però a més del ja pactat els russos van exigir la cessió del territori muntanyós entre Sviask i Kazan, demanda que fou mal assolida no sols als notables sinó fins i tot a Xah Ali. Però davant de l'amenaça militar els tàtars van haver de consentir en enviar la regent i el seu fill al campament del tsar; allí fou rebuda pel príncep Obolenski i després ella i el fill foren enviats a Moscou amb alguns notables que els acompanyaven. Suyunbeka fou casada poc després amb Xah Ali.
Utamish fou batejat un any i mig després, el 8 de gener de 1553, agafant el nom d'Alexandre; va morir amb 10 anys l'11 de juny de 1556 sent enterrat a l'església de l'Arcàngel a Moscou.